# Xavier Dorfman
Xavier Elle Dorfman (* 12. Mai 1973 in Saint-Martin-d’Hères) ist ein ehemaliger französischer Leichtgewichts-Ruderer. 
Der mit 1,82 m Körpergröße für das Leichtgewichts-Rudern prädestinierte Ruderer vom Aviron Club du Lac d’Aiguebelette belegte bei den Ruder-Weltmeisterschaften 1993 den siebten Platz im Leichtgewichts-Vierer ohne Steuermann. Ein Jahr später erreichte er den fünften Platz. Seine erste Internationale Medaille gewann Dorfman bei den Ruder-Weltmeisterschaften 1995, als er zusammen mit Sébastien Bel den zweiten Platz hinter dem Italienischen Leichtgewichts-Zweier ohne Steuermann erreichte. Bei der olympischen Premiere des Leichtgewichtsruderns 1996 in Atlanta belegte Dorfman mit dem Leichtgewichts-Vierer als Sieger des B-Finales den siebten Platz.
Bei den Ruder-Weltmeisterschaften 1997 gewann der Vierer in der neuen Zusammensetzung mit Xavier Dorfman, Frederic Pinon, Yves Hocdé und Laurent Porchier vor heimischem Publikum auf dem Lac d’Aiguebelette die Silbermedaille hinter der dänischen Crew. 1998 in Köln erruderte das französische Boot in der gleichen Besetzung erneut Silber hinter den Dänen. Bei den Weltmeisterschaften 1999 im kanadischen St. Catharines gewannen die Dänen vor dem australischen Vierer, die Franzosen mit Jean-David Bernard, Dorfman, Hocdè und Porchier erhielten die Bronzemedaille. 2000 siegte der französische Leichtgewichts-Vierer sowohl beim Ruder-Weltcup in München als auch in Luzern. Bei den Olympischen Spielen in Sydney siegte die französische Equipe mit Xavier Dorfman am Schlag, Jean-Christophe Bette, Yves Hocdé und Bugmann Laurent Porchier vor den australischen Ruderern und den Dänen.
Bei den Ruder-Weltmeisterschaften 2001 erkämpfte der Leichtgewichts-Vierer in der Besetzung des Olympiasiegs die Bronzemedaille; alle vier Ruderer saßen auch im französischen Leichtgewichts-Achter und erhielten in dieser Bootsklasse die Goldmedaille. Dorfman trat 2003 und 2006 noch im Weltcup an, internationale Medaillen gewann er nicht mehr.
Xavier Dorfman ist mit der Ruderin Bénédicte Dorfman-Luzuy verheiratet.